# تشاد ألونزو
تشاد ألونزو (29 يوليو 1983 في الفلبين - ) هو لاعب كرة سلة فلبيني في مركزي هجوم صغير الجسم وهجوم قوي الجسم. لعب مع ستار هوتشوتز.